# 하가촌 (군마현)
하가촌(일본어: 芳賀村)은 일본 군마현 미나미세타군·세타군에 설치되었던 촌이다. 현재의 마에바시시에 해당한다.